# Superscape
Superscape é uma editora de jogos para telefone celular. A companhia desenvolveu vários jogos para celular, licenciados por companhias como 20th Century Fox, Universal Studios e Sony Pictures.
O grupo de PLC da Superscape foi listado na Bolsa de Valores de Londres (LSE: SPS); e tinha escritórios em Hook, Hampshire (Reino Unido); San Clemente, Califórnia (EUA); e Moscou (Rússia), até ser comprada pela GLU Inc. no início de 2008.
Jogos desenvolvidos e/ou editados pela Superscape. 
A seguir, a lista parcial de jogos da Superscape:
- Alien vs. Predator (jogo para celular);
- Alien vs. Predator 2 2D: Requiem;
- Evel Knievel Evel-ution
- Fight Club (jogo para celular);
- Independence Day (jogo para celular);
- AMF Xtreme Bowling;
- Harlem Globetrotters (jogo para celular).